# Miltenberg
Miltenberg település Németországban, azon belül Bajorországban. Lakosainak száma 9622 fő (2023. december 31.). Miltenberg Eichenbühl, Bürgstadt, Großheubach, Kleinheubach, Rüdenau, Michelstadt, Weilbach, Amorbach és Walldürn községekkel határos.

## Népesség
A település népessége az elmúlt években az alábbi módon változott:
| Lakosok száma | 3232 | 8241 | 8964 | 8842 | 9182 | 9310 | 9298 | 9324 | 9359 | 9622 |
|               | 1875 | 1950 | 1975 | 1987 | 2012 | 2014 | 2016 | 2017 | 2021 | 2023 |

## Fekvése
Obernburg am Maintól délkeletre, a Majna egyik kanyarulatában fekvő település.

## Története
A Miltenburg felett fekvő vár i. sz. 300 körül római őrvár volt. Gótikus őrtornya (Bergfied) 1200 körülről származik, a reneszánsz lakóépületet a 15-16. században a mainzi választófejedelem építtette. A vár udvarán levő tűformájú monolit pedig feltehetően még a kelta időkből maradt fenn. A vár alatt húzódó Miltenberg városka a késő középkorban előnyös földrajzi helyzetéből kifolyólag és kereskedelmi előjogai miatt gazdagodott meg.  A vár alatt fekvő városka körül a középkorból fennmaradt a bástyatornyokkal erődített fal. A városkának kaputornyai, festői utcái, derűs fagerendás házai vannak.